# مسابقه آواز یوروویژن ۱۹۷۷
مسابقه آواز یوروویژن ۱۹۷۷ ۲۲مین دوره از مسابقات آواز یوروویژن بود که در Wembley Conference Centre، لندن، بریتانیا برگزار شد. برنده آن کشور فرانسه بود.